# Arthur, un amour de milliardaire
Pour les articles homonymes, voir Arthur.
Pour plus de détails, voir Fiche technique et Distribution.
Arthur, un amour de milliardaire ou Arthur au Québec (Arthur) est une comédie américaine réalisée par Jason Winer, sortie en 2011.
Il s'agit d'un remake d'Arthur de Steve Gordon (1981), avec Dudley Moore et Liza Minnelli.

## Synopsis
Un millionnaire gâté depuis sa plus tendre enfance doit choisir entre un mariage arrangé qui lui permettrait de continuer de vivre dans l'opulence, et un avenir incertain avec la seule femme qu'il ait jamais aimée.

## Fiche technique
- Réalisation : Jason Winer
- Scénario : Peter Baynham d'après une histoire de Steve Gordon
- Direction artistique : Doug Huszti
- Décors : Sarah Knowles
- Costumes : Juliet Polcsa
- Musique : Theodore Shapiro
- Photographie : Uta Briesewitz
- Montage : Brent White (en)
- Musique : Theodore Shapiro
- Production : Larry Brezner, Kevin McCormick, Chris Bender et Michael Tadross
- Société de production : MBST Entertainment, BenderSpink et Langley Park Productions
- Société de distribution : Warner Bros. Pictures
- Pays d'origine : États-Unis
- Langue originale : anglais
- Format : couleur
- Genre : comédie
- Durée : 110 minutes
- Dates de sortie [1] : 
  - Canada, États-Unis : 8 avril 2011
  - Belgique : 15 juin 2011
  - France : 22 octobre 2012 (diffusion TV)

## Distribution
- Russell Brand (VF : Olivier Chauvel et VQ : Hugolin Chevrette[2]) : Arthur Bach
- Helen Mirren (VQ : Claudine Chatel) : Hobson
- Jennifer Garner (VF : Laura Blanc[3] et VQ : Aline Pinsonneault) : Susan Johnson
- Greta Gerwig (VF : Émilie Rault et VQ : Kim Jalabert) : Naomi Quinn
- Luis Guzmán (VF : Bruno Rozenker[3] et VQ : Denis Gravereaux) : Bitterman
- Geraldine James (VQ : Isabelle Miquelon) : Vivienne Bach
- Nick Nolte (VF : Alain Dorval et VQ : Sylvain Hétu) : Burt Johnson
- Jennie Eisenhower : Alexis
- Christina Calph (VQ : Ariane-Li Simard-Côté) : Tiffany
- Evander Holyfield : lui-même

## Autour du film
- Le film a rencontré un échec critique, récoltant qu'un pourcentage de 27 % sur le site Rotten Tomatoes[4] et une moyenne de 36⁄100 sur le site Metacritic[5] et n'a pas rencontré le succès espéré en salles avec seulement 33 millions de dollars de recettes en neuf semaines aux États-Unis et 12,7 millions de dollars dans le monde, soit 45 millions de recettes au total pour un budget de 40 millions de dollars[6].
- La sortie DVD et Blu-Ray aux États-Unis est annoncé pour le 15 juillet 2011[7].